# Thailand Open 2009
Die Thailand Open 2009 im Badminton fanden in Bangkok vom 21. bis 26. Juni 2009 statt.

## Austragungsort
- Nimibutr National Stadium

## Sieger und Platzierte
| Disziplin    | Gold                                              | Silber                                  | Bronze                                |
| ------------ | ------------------------------------------------- | --------------------------------------- | ------------------------------------- |
| Herreneinzel | Nguyễn Tiến Minh                                  | Boonsak Ponsana                         | Wong Choong Hann                      |
| Herreneinzel | Nguyễn Tiến Minh                                  | Boonsak Ponsana                         | Pakkawat Vilailak                     |
| Dameneinzel  | Liu Jian                                          | Wang Rong                               | Salakjit Ponsana                      |
| Dameneinzel  | Liu Jian                                          | Wang Rong                               | Nitchaon Jindapol                     |
| Herrendoppel | Shin Baek-cheol Lim Khim Wah                      | Choong Tan Fook Lee Wan Wah             | Alvent Yulianto Hendra Gunawan        |
| Herrendoppel | Shin Baek-cheol Lim Khim Wah                      | Choong Tan Fook Lee Wan Wah             | Bodin Isara Maneepong Jongjit         |
| Damendoppel  | Yang Wei Zhang Jiewen                             | Gao Ling Wei Yili                       | Savitree Amitrapai Vacharaporn Munkit |
| Damendoppel  | Yang Wei Zhang Jiewen                             | Gao Ling Wei Yili                       | Jung Kyung-eun Yoo Hyun-young         |
| Mixed        | Songphon Anugritayawon Kunchala Voravichitchaikul | Sudket Prapakamol Saralee Thungthongkam | Chan Peng Soon Goh Liu Ying           |
| Mixed        | Songphon Anugritayawon Kunchala Voravichitchaikul | Sudket Prapakamol Saralee Thungthongkam | Shin Baek-cheol Yoo Hyun-young        |

## Finalergebnisse
| Disziplin    | Sieger                                            | Finalist                                | Ergebnis            |
| ------------ | ------------------------------------------------- | --------------------------------------- | ------------------- |
| Herreneinzel | Nguyễn Tiến Minh                                  | Boonsak Ponsana                         | 21–16, 21–13        |
| Dameneinzel  | Liu Jian                                          | Wang Rong                               | 21–16, 21–18        |
| Herrendoppel | Chan Peng Soon Lim Khim Wah                       | Choong Tan Fook Lee Wan Wah             | 20–22, 21–14, 21–11 |
| Damendoppel  | Yang Wei Zhang Jiewen                             | Gao Ling Wei Yili                       | 22–24, 21–17, 21–15 |
| Mixed        | Songphon Anugritayawon Kunchala Voravichitchaikul | Sudket Prapakamol Saralee Thungthongkam | 11–21, 21–17, 21–14 |